# Sitta leucopsis
Sitta leucopsis é uma espécie de ave passeriforme da família Sittidae, que vive na Ásia.

## Descrição
Mede 13 cm de comprido, o seu focinho, queixo, garganta e partes inferiores são brancas, as suas partes superiores são cinzentas escuras na sua maior parte.

## Distribuição geográfica e habitat
Vive no leste do Afeganistão, norte da Índia, Nepal norte do Paquistão. O seu habitat natural são as florestas boreais e as florestas temperadas.

## Taxonomia
A trepadeira de Przewalski (S. przewalskii) foi considerado anteriormente uma subespécie de S. leucopsis, mas Pamela C. Rasmussen considerou-os como espécies separadas em 2005 no seu livro Birds of South Ásia. The Ripley Guide, decisão que foi adoptada também por Nigel J. Cuello e John D. Peregrino em 2007 e aprovada pelo Congresso Ornitológico Internacional e Alan P. Peterson; pelo que na actualidade não se distingue nenhuma subespécie dentro de S. leucopsis. Rasmussen argumentou diferenças morfológicas importantes e nas chamamentos, mas indicou que falta estudar como cada espécie responde ao chamamento da outra antes de apoiar definitivamente esta divisão. As áreas de distribuição de S. przewalskii e S. leucopsis estão separadas em quase 1 500 km.